# Ludovic Le Moan
Ludovic Le Moan, né le 1er novembre 1963 au Havre, est un ingénieur et entrepreneur français. Il est le directeur général et un des cofondateurs de Sigfox, une entreprise spécialisée dans l'Internet des objets.

## Biographie

### Origines et formation
Ludovic Le Moan grandit dans le quartier de la Mare-Rouge au Havre, d'un père électricien et d'une mère commerçante. En situation de décrochage scolaire durant l'adolescence, il est ensuite titulaire d'un CAP de tourneur-fraiseur.
Encouragé par un de ses professeurs, il poursuit ses études en classe préparatoire aux grandes écoles. En 1988, il est diplômé de l'École nationale supérieure d'informatique et de mathématiques appliquées de Grenoble (ENSIMAG) puis s'installe à Toulouse.

### Entrepreneuriat
Il commence sa carrière comme développeur logiciel et occupe des fonctions techniques et commerciales avant de prendre la direction de l'agence toulousaine de l'ESN Coframi jusqu'en 2000. À cette date, il se lance dans l'entrepreneuriat à 38 ans et fonde Anyware Technologies, une entreprise de M2M qu'il revend huit ans plus tard à l'éditeur de logiciels Wavecom.
Sa deuxième startup, Goojet, propose de la curation de contenu sur mobile jusqu'à son absorption par Scoop.it. En 2010, il ambitionne de créer un opérateur mondial de télécommunications en bas débit pour les objets connectés. De son association avec un autre ingénieur, Christophe Fourtet, naît Sigfox qui emploie en 2017 près de 400 personnes. Le 17 février 2021 SIGFOX annonce le remplacement de Ludovic le Moan à la tête de l'entreprise par Jérémy Prince nommé PDG. Onze ans après sa création, l'entreprise n'ayant en effet toujours pas atteint l'équilibre mais ayant bénéficié d'importantes levée de fonds. Ne communiquant plus aucun chiffre depuis 2018, la société Sigfox a finalement révélé, fin 2021, une dette de 150 millions d'euros à fin 2020, conduisant à sa demande de placement en redressement judiciaire en janvier 2022.

### Autres activités
Ludovic Le Moan est président de la communauté d'entreprises IoT Valley, chargée de la promotion des objets connectés et du soutien de startups. Il est également membre du Conseil national du numérique, de 2016 à 2019.
C'est un proche d'Emmanuel Macron, qu'il a notamment accompagné pour des déplacements dans la Silicon Valley lorsqu'il était ministre.

## Distinctions
- Chevalier de la Légion d'honneur[8] (2016).